# جليكان عليا
جليكان عليا (بالفارسية: جليكان عليا) وتعرف أيضاً جليكان أو جليكان بالا هي قرية في قسم ميانرود الريفي، ناحية چمستان، مقاطعة نور، مقاطعة مازندران، إيران. في تعداد عام 2006 ، بلغ عدد سكانها 548 ، ضمن 142 أسرة.